# Subprefettura di Mooca
La Subprefettura di Mooca è una subprefettura (subprefeitura) della zona orientale della città di San Paolo in Brasile, situata nella zona amministrativa Sudest.

## Distretti
- Brás
- Mooca
- Belém
- Pari
- Água Rasa
- Tatuapé